# Antiadipositum
Ein Antiadipositum (Schlankheitsmittel) ist ein Mittel zur Behandlung von Übergewicht (BMI 25‒29,9 kg·m−2) und Adipositas (Fettleibigkeit, BMI ≥ 30 kg·m−2). Sie werden zusätzlich und in der Regel als Mittel der zweiten Wahl unterstützend zu nicht-medikamentösen Maßnahmen wie Bewegung und Sport, Diät und Lebensstilveränderungen angewendet.
In der medikamentösen Behandlung unterscheidet man:
- Mittel, die das Hungergefühl oder den Appetit über eine Wirkung im Zentralnervensystem unterdrücken
- Mittel, die in Regulierung des Körpergewichts durch Signale aus der Peripherie eingreifen
- Mittel, die Verdauung und/oder Resorption von Nahrungsbestandteilen hemmen

Darüber hinaus gibt es eine Reihe weiterer Mittel mit angeblich schlankmachender Wirkung, deren Wirksamkeit nicht zuverlässig erwiesen ist.

## Appetitzügler
Die Wirkung der Appetitzügler (Anorektika) beruht auf einer Hemmung des Hungerzentrums oder einer Beeinflussung des Sättigungszentrums im Hypothalamus des Gehirns.

### Indirekte Sympathomimetika und im Serotoninstoffwechsel angreifende Substanzen
Diese Arzneistoffe, wie etwa das Amfepramon und Sibutramin, werden auf Grund schwerer Nebenwirkungen kaum oder gar nicht mehr therapeutisch verwendet. Der Serotoninagonist Lorcaserin ist nur in den USA zugelassen. Der Dopamin-Serotonin-Noradrenalin-Wiederaufnahme-Hemmer Tesofensin befindet sich in der Entwicklung.

### Endocannabinoid-Modulatoren
Der einzige bis zur Vermarktung entwickelte Vertreter aus dieser Gruppe, das Rimonabant, wird therapeutisch nicht mehr verwendet. Schwere psychische Nebenwirkungen wie Depressionen und Suizidgedanken, die nach Markteinführung beobachten wurden, führten zur Rücknahme der Zulassung. Die Entwicklung von Otenabant wurde eingestellt.

### Analoga von gastrointestinalen Hormonen
Verschiedene Hormone, die von Fettzellen (Leptin) oder aus dem Gastrointestinaltrakt (z. B. Ghrelin, Peptid YY, Cholecystokinin, Glukagon, Glukagon-ähnliches Peptid 1 (GLP-1) und Amylin) ins Blut abgegeben werden, sind ebenfalls an der Regulierung des Körpergewichts beteiligt, indem sie sättigend oder appetitstimulierend wirken.
Hier setzt die Entwicklung weiterer Antiadiposita an. Analoga von gastrointestinalen Hormonen werden bereits zur Behandlung von Diabetes Typ 2 eingesetzt. Weil in Studien zu den beiden GLP-1-Analoga Exenatid und Liraglutid bei einem Teil der Patienten auch ein Gewichtsverlust beobachtet wurde, werden sie für die Behandlung von Übergewicht klinisch geprüft. Weitere Arzneikandidaten sind das Amylin-Analogon Pramlintid, das in Kombination mit Metreleptin, einem rekombinanten Leptin, klinisch erprobt wird.
Besonders erfolgreich auf dem Arzneimittelmarkt sind seit den 2020er Jahren Semaglutid, das unter dem Produktnamen Ozempic einen hohen Bekanntheitsgrad in der Öffentlichkeit erlangte, und das Twinkretin Tirzepatid, das in vielen Ländern 2022 zugelassen wurde, um 2023 unter dem Produktnamen Mounjaro auf die jeweiligen Arzneimittelmärkte kam und im Gegensatz zu schon zuvor verfügbaren Inkretinmimetika gleichzeitig zwei Hormone, und zwar sowohl das GLP-1-Hormon als auch das GIP-Hormon imitiert.

## Hemmung der Verdauung von Nahrungsbestandteilen
Ein Hemmstoff der Fettverdauung (Fettblocker) ist der Arzneistoff Orlistat, der spezifisch und lang anhaltend die gastrointestinalen Lipasen blockiert. Dadurch können die in Form von Triglyceriden vorliegenden Nahrungsfette nicht mehr in resorbierbare freie Fettsäuren und Monoglyceride aufgespalten werden. In der Folge werden die Verdauung und die Resorption von bis zu 35 % der mit der Nahrung aufgenommenen Fette verhindert.

## Mittel mit angeblich schlankmachender Wirkung
Produkte dieser Gruppe sind zum Teil als Arzneimittel, in der Mehrheit als Medizinprodukte oder Nahrungsergänzungsmittel im Verkehr. Ihre Wirksamkeit ist in der Regel nicht zuverlässig nachgewiesen.

### Sättigungsfördernde und „fettbindende“ Mittel
Die Präparate bestehen aus pflanzlichen Fasern, hochvernetzter Zellulose, Kollagen des Bindegewebes von Rindern, oder anderen Substanzen, die im Magen durch die Aufnahme von Wasser aufquellen. So soll eine rasche Sättigung erreicht werden. Zum Teil werden den Präparaten zusätzlich fettbindende Eigenschaften zugesprochen. Sie müssen mit ausreichend Wasser eingenommen werden, um Verstopfungen und Darmverschlüssen vorzubeugen.
Chitosan, ein β-1,4-Polymer aus D-Glucosamin und N-Acetyl-D-Glucosamin, das aus Schalen von Krustentieren (Krabben, Hummern, Garnelen) gewonnen wird, soll Nahrungsfette im Magen-Darm-Trakt binden, so dass sie unverdaut ausgeschieden und nicht resorbiert werden.

### Pflanzliche Entwässerungs- und Abführmittel
Pflanzliche Präparate, die harntreibende oder abführende Inhaltsstoffe enthalten, wie beispielsweise Zubereitungen aus Birkenblättern, Bohnenhülsen, Hauhechel, Wacholder, Brennnesseln oder Sennesblättern bewirken eine vermehrte Ausscheidung von Wasser oder Stuhl. Bei dauerhafter Einnahme sind die Mittel gesundheitsgefährdend.

### Einzelsubstanzen und weitere pflanzliche Präparate
Sowohl verschiedene Einzelsubstanzen (z. B. Coffein, L-Carnitin, Cholin, Lecithin), als auch unterschiedliche Mischungen von Mineralstoffen, Vitaminen, Kräutern, Algen, Enzymen und sonstigen pflanzlichen Auszügen werden als Nahrungsergänzungsmittel zur Gewichtsreduktion beworben.